# Llançadora volant
La llançadora volant és un giny inventat al 1733 per John Kay que permetia passar el fil de la trama a través de l'ordit colpejant la llançadora gràcies a un sistema de cordes, de manera que ja no calia fer-ho manualment, ja no calia la intervenció d'un operari. Va ser la primera gran innovació de la primera Revolució Industrial en millorar l'efectivitat dels telers, permetent teixir peces més amples i més ràpidament.